# Zwerfsters
Zwerfsters is een Nederlandse film uit 1989 van Marja Kok, gebaseerd op een door haarzelf geschreven scenario. De film heeft als internationale titel Lonely Woman.

## Rolverdeling
| Acteur                    | Personage      |
| ------------------------- | -------------- |
| Loudi Nijhoff             | Louise         |
| Katherine Holland         | Zwerfster      |
| Catherine ten Bruggencate | Catherine      |
| Helmert Woudenberg        | Jaap           |
| Liesbeth Coops            | Ineke          |
| Peer Mascini              | Leo            |
| Margreet Blanken          | Martha         |
| Cas Enklaar               | Romein         |
| Annemarie Prins           | Schooljuffrouw |

1896-1909 · 1910-19 · 1920-29 · 1930-39 · 1940-49 · 1950-59 · 1960-69 · 1970-79 · 1980-89 · 1990-99 · 2000-09 · 2010-19
· 2020-29